# Djene Kaba Condé
Pour les articles homonymes, voir Kaba.
Djené Kaba Condé, née le 23 février 1960 à Kankan en république de Guinée et morte le 8 avril 2023 à Neuilly-sur-Seine en France, est une femme politique guinéenne, épouse d'Alpha Condé, président de la République de Guinée de 2010 à 2021.

## Biographie
Djené Kaba est née à Kankan le 23 février 1960.

### Formation
Djené Kaba Condé commence ses études primaires à l’école de Dramé Oumar à Kankan. Elle poursuit sa scolarité secondaire au collège Almamy Samory Touré, où elle obtient le BEPC. Elle étudie ensuite au lycée 2-Août puis au lycée 1-Mars à Conakry, où elle obtient le baccalauréat. Elle commence ses études universitaires à la Faculté des sciences sociales et de la nature (d) de Donka (d) (Conakry), avant de déménager à Paris en 1984.
Elle étudie ensuite en France à l'université Paris-VII, où elle obtient une licence de sociologie puis une maîtrise option « Information-Communication » avec mention.

### Première dame de Guinée
En 2010, à la suite de l'élection de son époux à la présidence de la République de Guinée, elle devient Première dame.
Djené Kaba Condé crée la Fondation Prosmi pour le bien-être, l’épanouissement de l’enfant, des personnes handicapées et démunies de la Guinée.

### Mort
Elle meurt le 8 avril 2023 à l'hôpital américain de Paris,.

## Prix et reconnaissances
- 2023 :  Commandeur de l'ordre national de la république de Guinée[8].